# Trialetià
Trialetià és el nom d'una cultura d'indústria d'eines lítiques del Paleolític superior-epipaleolític. identificada al sud del Caucas. Té una datació provisional de 16.000 / 13.000 BP - 8.000 BP.

## Arqueologia
El nom de la cultura arqueològica deriva dels jaciments relacionats del districte de Trialeti, situat a la conca del riu Khrami de la Geòrgia meridional. Aquests jaciments són Barmaksyzkaya i Edzani-Zurtaketi; a Edzani, un jaciment del Paleolític superior, un percentatge important dels artefactes són d’obsidiana. La subsistència d'aquests grups es basava en la caça de la cabra caucasica, el senglar i l'ós bru.
L'àrea caucàsico-anatòlica de la cultura trialetiana limitava amb la cultura zarziana del nord de l'Iraq i l'Iran per l'est i el sud, i amb la natufiana pel sud-oest. Recents excavacions a la vall del riu Qvirila, al nord de la regió de Trialètia, mostren una cultura mesolítica associada al trialetià.
L'antropòleg i prehistoriador nord-americà Alan H. Simmons descriu aquesta cultura com a "molt poc documentada".

### Llocs trialetians

#### Caucas i Transcaucàsia
- Edzani (Geòrgia)
- Chokh (Azerbaidjan), capes E-C200
- Kotias Klde (Geòrgia), capa B

#### Anatòlia Oriental
- Hallan Çemi (des de ca. 8600-8500 BC fins a 7.6-7500 BC)
- Nevali Çori mostra una mescla trialetiana en un context de preceràmic B (IX-VII mil·lenni aC)

També es poden trobar influències trialetianes aː
- Cafer Höyük
- Boy Tepe

#### Sud-est de la mar Càspia
- Hotu (Iran)
- Ali Tepe (Iran) (des de ca. 10.500 BC fins 8.870 BC)
- Belt Cave (Iran), capes 28-11  (les darreres restes daten de ca. 6000 BC)
- Dam-Dam-Cheshme II (Turkmenistan), capes 7-3